# Spisrum

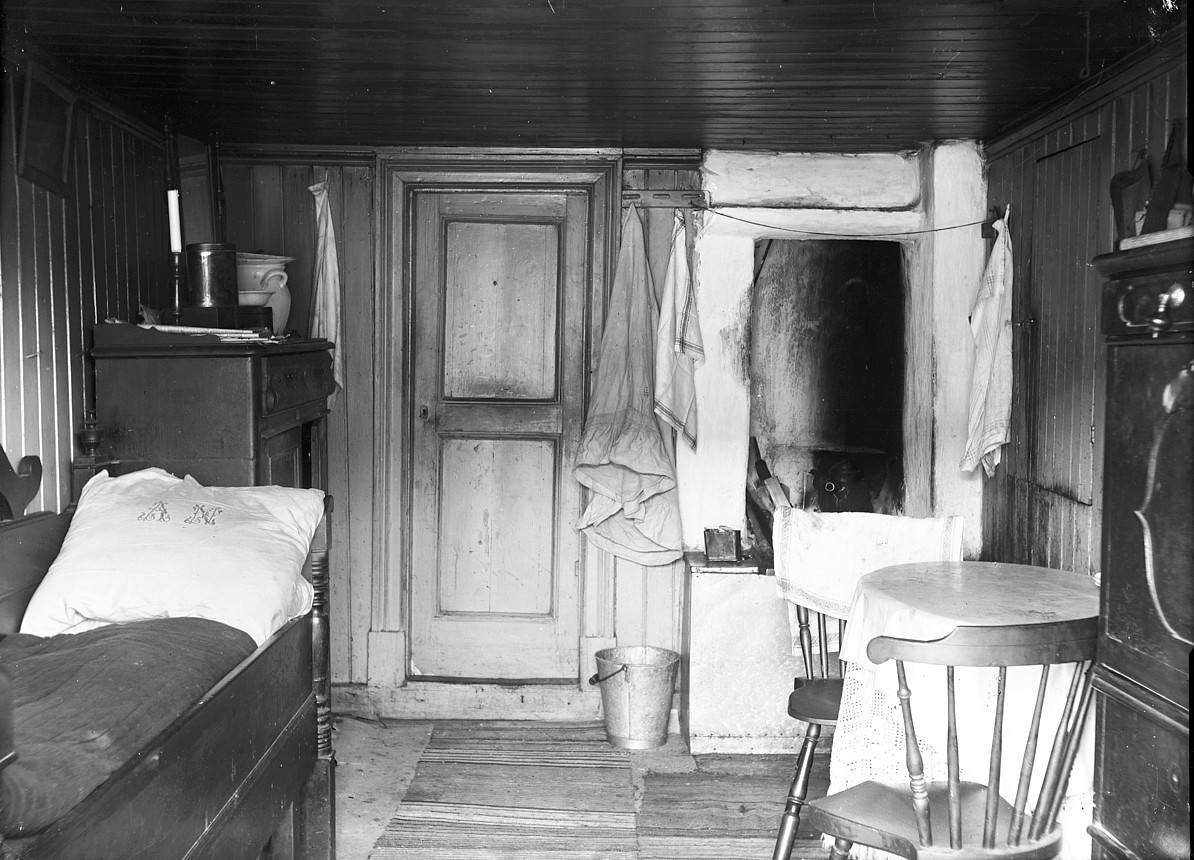
Interiör från ett spisrum i Sundsvall 1888.

Spisrum eller bostadskök var beteckningen för en liten lägenhet bestående av ett rum med kokmöjlighet som samtidigt tjänade som bostad för en hel familj med flera barn, ibland även med inneboende.
Spisrum byggdes huvudsakligen i bostadsbristens storstäder under mitten och slutet av 1800-talet. För att bli av med bostadsbristen byggdes det stora hyreshus med enkla lägenheter, som ibland bara bestod av ett litet rum med kokmöjlighet. Spisrummet fungerade som vardagsrum, sovrum och kök för en hel familj. I Stockholm fanns exempelvis Fattigbyggnadsfonden som beviljade räntefria lån i samband med bostadsbygge för fattiga arbetarfamiljer. Lån gavs under förutsättning att nybygget innehöll minst fyra och högst 16 lägenheter och att varje lägenhet skulle utgöras av ett rum med köksspis (spisrum) alternativt ett rum och kök, men inte större.
Problemet med trångboddhet kvarstod även i början av 1900-talet. På Hemutställningen 1917 presenterades förslag till inredning av så kallade ”bostadskök” som formgavs av Uno Åhrén och Gunnar Asplund. De ville visa att ett bostadskök, kunde fungera som både kök, vardagsrum och sovrum för samtliga medlemmar i en arbetarfamilj. En modern form av spisrum eller bostadskök är dagens ett rum med kokvrå som ofta förekommer i studentbostäder.